# Gary Trousdale
Gary Trousdale (La Crescenta-Montrose, 8 de junho de 1960) é um cineasta estadunidense, atuando na direção e produção de muitas animações da Disney.

## Filmografia
| Ano  | Filme                                            | Posição                                         | Notas                               |
| ---- | ------------------------------------------------ | ----------------------------------------------- | ----------------------------------- |
| 1985 | O Caldeirão Mágico                               | artista de frames intermediários (Inbetweening) |                                     |
| 1985 | A Máquina do Outro Mundo                         | Effects animator                                |                                     |
| 1985 | Hoomania                                         | Character Designer / Animador                   | Curta                               |
| 1988 | Oliver e sua Turma                               | Enredo                                          |                                     |
| 1989 | A Pequena Sereia (1989)                          | Enredo                                          |                                     |
| 1989 | Cranium Command                                  | Diretor da Sequência de Abertura                |                                     |
| 1990 | Bernardo e Bianca na Terra dos Cangurus          | Enredo                                          |                                     |
| 1990 | O Príncipe e o Mendigo (1990)                    | Enredo                                          | Curta                               |
| 1991 | A Bela e a Fera                                  | Diretor                                         | Co-dirigido com Kirk Wise           |
| 1992 | Aladdin                                          | Desenvolvimento de Enredo e Pré-produção: CGI   |                                     |
| 1994 | O Rei Leão                                       | Enredo                                          |                                     |
| 1996 | O Corcunda de Notre Dame                         | Diretor / O Velho Herege (Voz)                  | Co-dirigido com Kirk Wise           |
| 2001 | Atlantis: O Reino Perdido                        | Diretor / Enredo                                | Co-dirigido com Kirk Wise           |
| 2005 | Madagascar                                       | Artista de Storyboard                           |                                     |
| 2005 | Os Pinguins de Madagascar em Uma Missão de Natal | Diretor                                         | Curta                               |
| 2006 | Por Água Abaixo                                  | Artista Adicional de Enredo                     |                                     |
| 2007 | Shrek no Natal                                   | Diretor / Roteiro para TV / Papai Noel (voz)    |                                     |
| 2008 | Kung Fu Panda                                    | Agradecimentos Especiais                        |                                     |
| 2010 | Megamente                                        | Agradecimentos Especiais                        |                                     |
| 2010 | Assustando Shrek                                 | Diretor / Roteiro para TV                       | Filme para TV                       |
| 2011 | Thriller Night (Shrek)                           | Diretor                                         |                                     |
| 2011 | The Pig Who Cried Werewolf                       | Diretor                                         |                                     |
| 2014 | As Aventuras de Peabody e Sherman                | Artista de Enredo                               |                                     |
| 2014 | Rocky and Bullwinkle                             | Diretor                                         | Curta (Direct-to-video)             |
| 2016 | Floyd Norman: An Animated Life                   | Ele Mesmo                                       |                                     |
| 2017 | A Bela e a Fera (2017)                           | Consultor Criativo                              |                                     |
| 2018 | Kung Fu Panda: The Emperor's Quest               | Diretor                                         | Curta co-dirigido com Steve Hickner |
| 2021 | Os Caras Malvados                                | Artista de Storyboard                           | Atualmente em Pré-produção          |